# 영릉 (조선 세종)

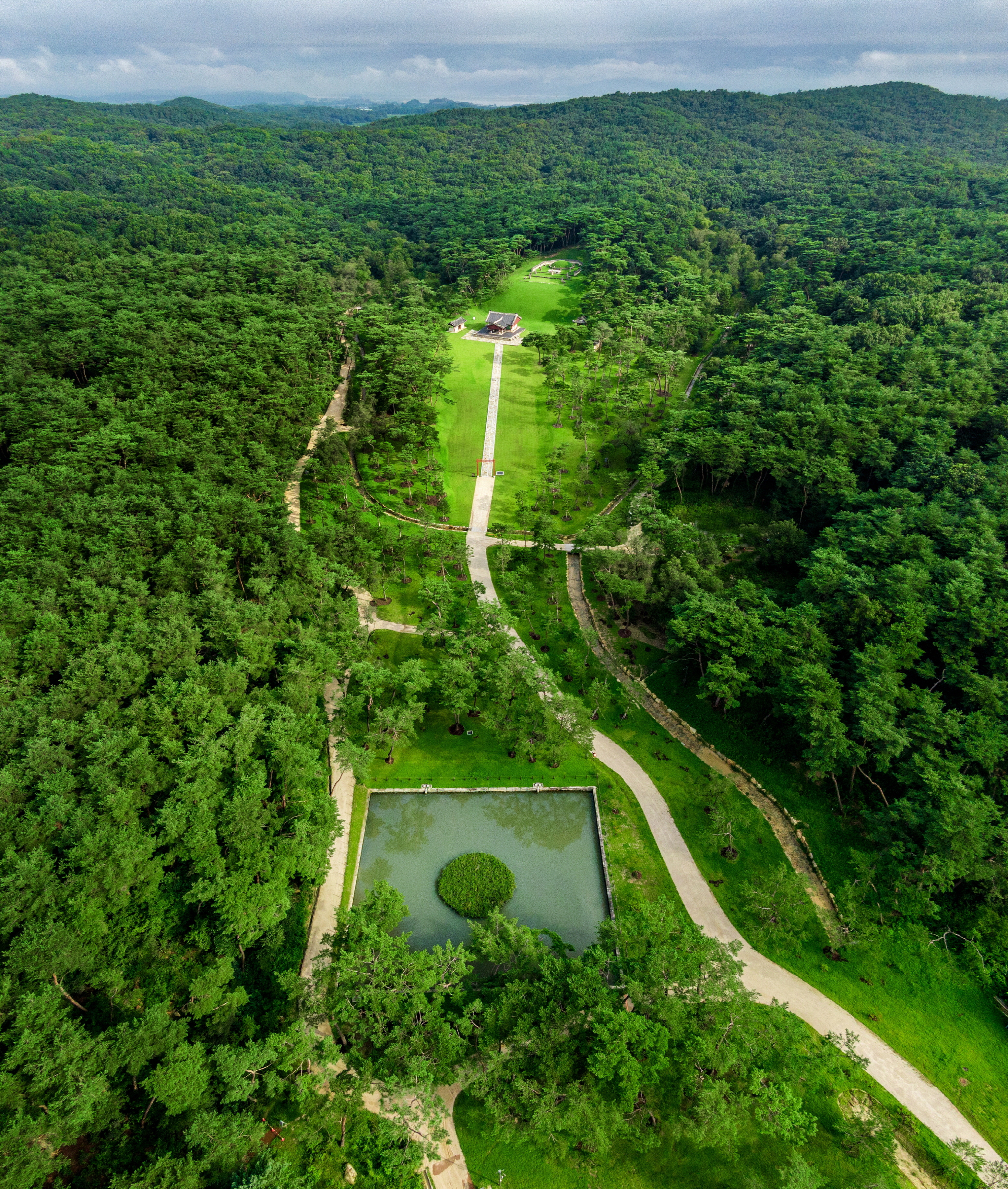
세종 영릉 전경 (2020년, 문화재청)

영릉(英陵)은 조선 제4대 세종과 그 비 소헌왕후(昭憲王后)의 동봉이실합장릉이다. 조선왕릉 최초의 합장릉이다. 여주시에 효종의 영릉과 함께 영녕릉이라는 이름으로 사적 195호에 지정되어 있다.

## 역사
광주(廣州, 현 서울 서초구 내곡동) 헌릉(憲陵)에 있던 것을 1469년(예종 1년)에 이곳으로 이장하였다.
1977년 능역 성역화를 거쳐 오늘에 이르고 있다.

## 구성

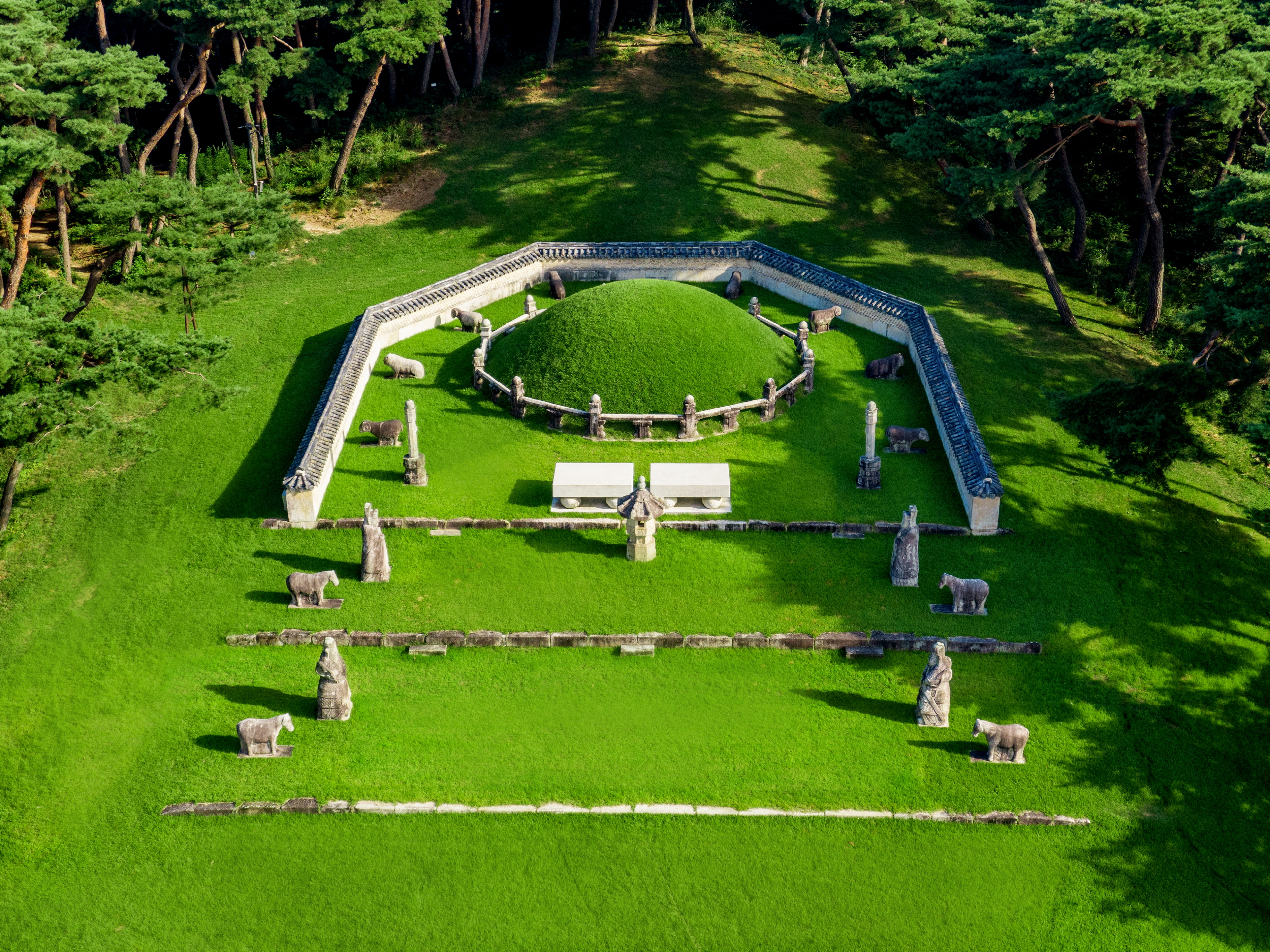
능침 (2020년, 문화재청)

왕릉은 조선왕조의 능제를 가장 잘 나타내고 있는 능의 하나로서 합장릉임을 알 수 있는 두 개의 혼유석이 있고 봉분 둘레에 돌난간을 둘렀으며 12개의 석주에는 12간지를 문자로 새겨놓았다.
지세는 층층이 해와 달의 모습을 띠면서 봉황이 날개를 펴고 내려오는 형국이라, 최고의 명당자리라고 한다. 정문으로 들어서면 재실과 세종대왕 동상이 오른쪽에 서 있고, 왼쪽에는 세종대왕 기념관인 세종전이 있다. 세종전 안에는 집현전 학사도를 비롯한 여러 유물들이 대왕의 업적을 기리며 모작 혹은 진품으로 진열되어 있고, 세종전 밖의 잔디밭엔 해시계·자격루·관천대 등이 전시돼 있다. 그 앞에 팔각으로 다듬어진 장명등과 능 앞으로 석상·석마·문인석·무인석을 배치했다. 정자각은 합장 봉분에 축이 맞추어진 배치이나, 홍살문의 위치가 틀어져 있어 참도는 꺾인 축형이 되었다. 현재의 홍살문은 후대에 옮겨진 듯하며 원래의 위치에 초석이 남아 있다. 또한 수복방과 수라간의 위치가 정자각 바로 옆까지 올라간 특수한 예에 속한다.
능의 정중앙에 팔각의 장명등이 있으며 주위에 석호·석양·석마·문인석·무인석·망주석을 배치했고 능뒤에는 나즈막한 곡담을 둘렀다. 능밑에는 제사를 지내는 정자각과 제사때 음식을 준비하던 수라간, 능을 지키는 관리가 살던 수복방이 있고 정자각 동편에 능비와 비을 세웠다. 정문을 들어서면 좌측에 해시계 자격루, 관천대, 측우기,혼천의 등 각종 과학기구를 복원해 놓았으며 세종전에는 대왕의 업적과 관련되어 여러 가지 유물과 자료들이 전시되어 학술의 장으로 활용되고 있다.
해마다 이곳에서 한글날을 전후하여 각종 행사가 열리며, 평소에도 찾는 이들이 많다.
매년 5월 15일(양력)에 세종대왕릉 정자각 일원에서 세종대왕탄신 숭모제전(崇慕祭奠;탄신일을 기념하여 올리는 제사)을 봉행하고 다양한 행사를 개최하고 있다.

## 갤러리

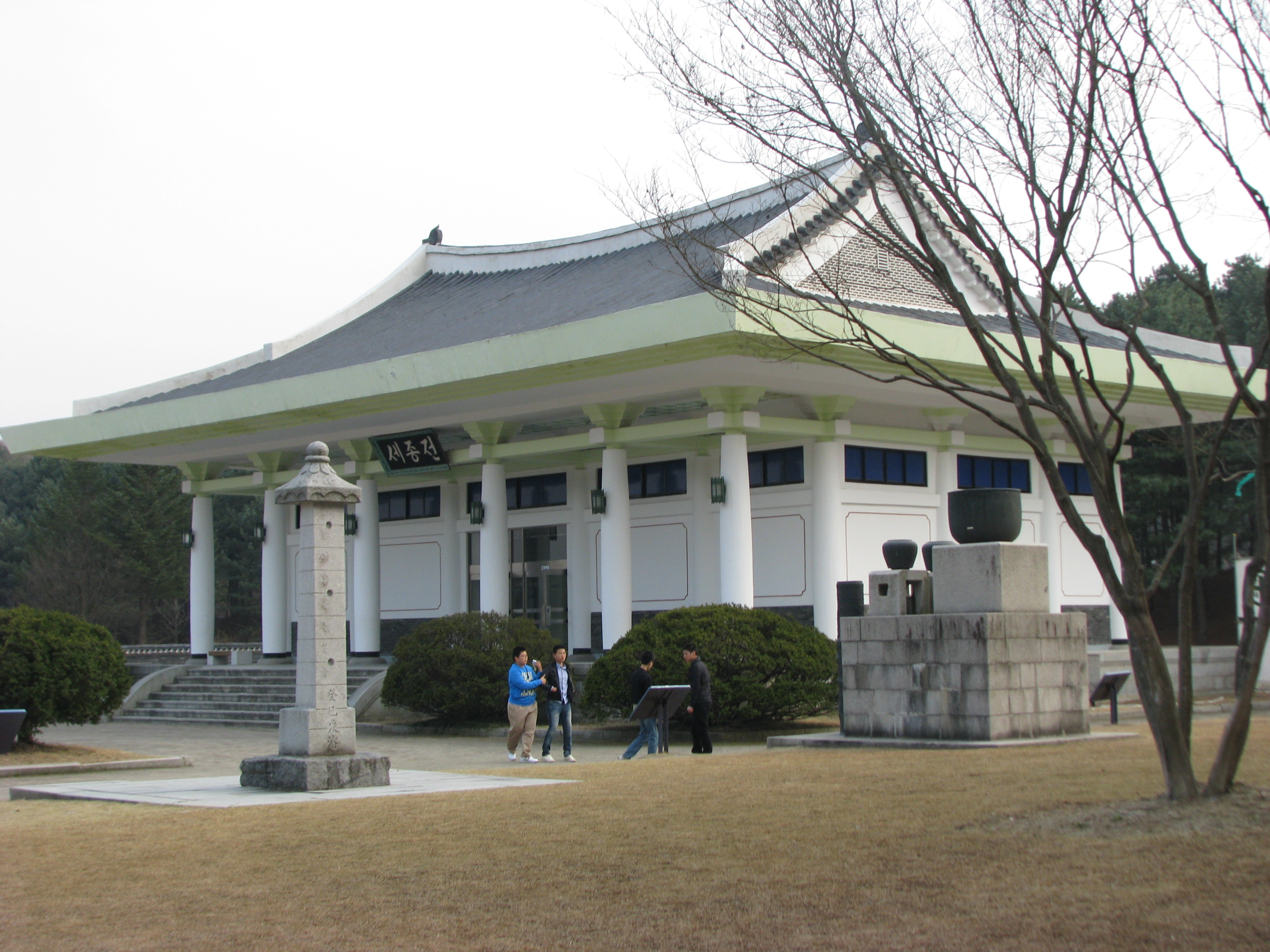
세종전
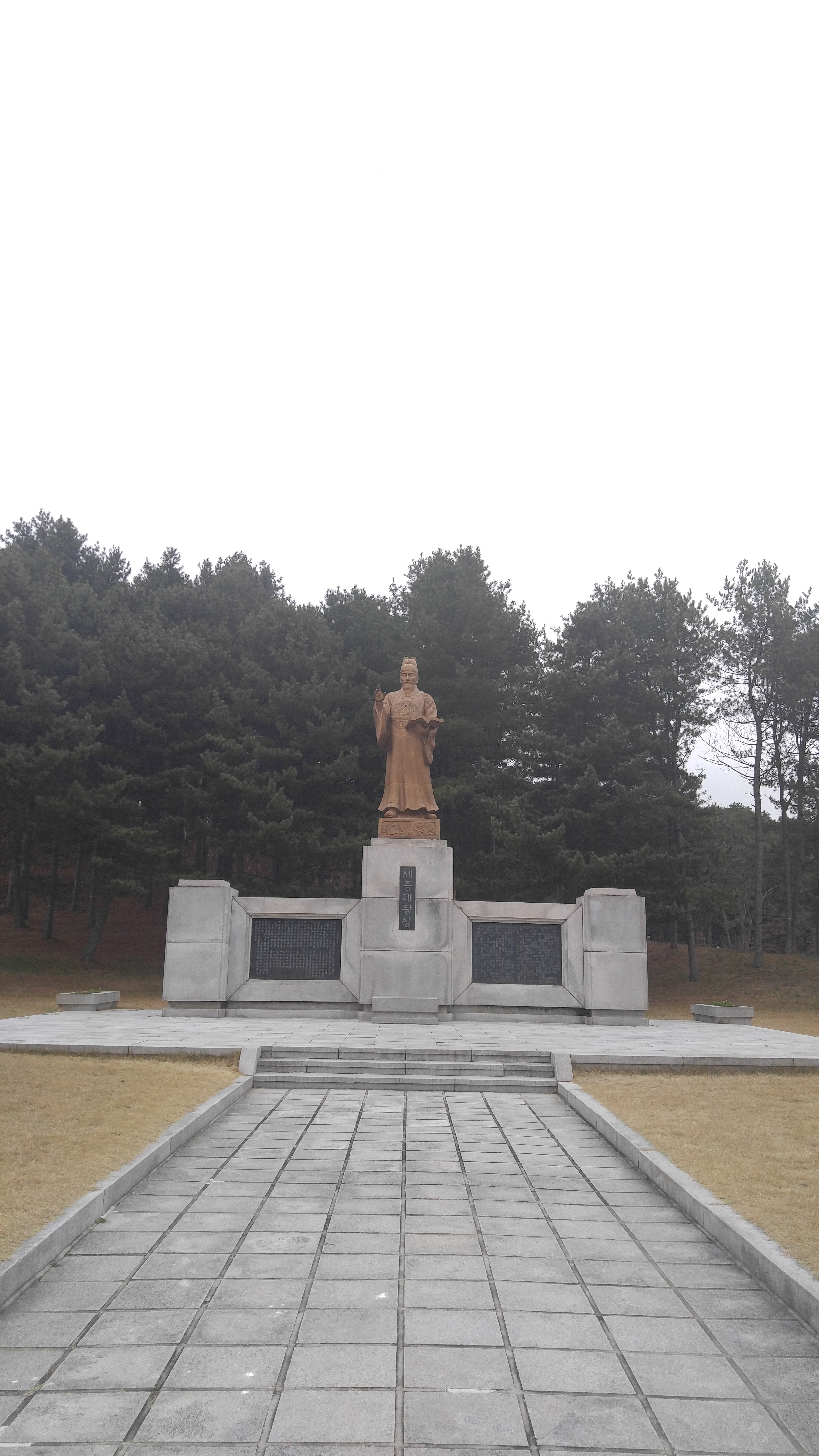
세종대왕상